# 斯沃納島

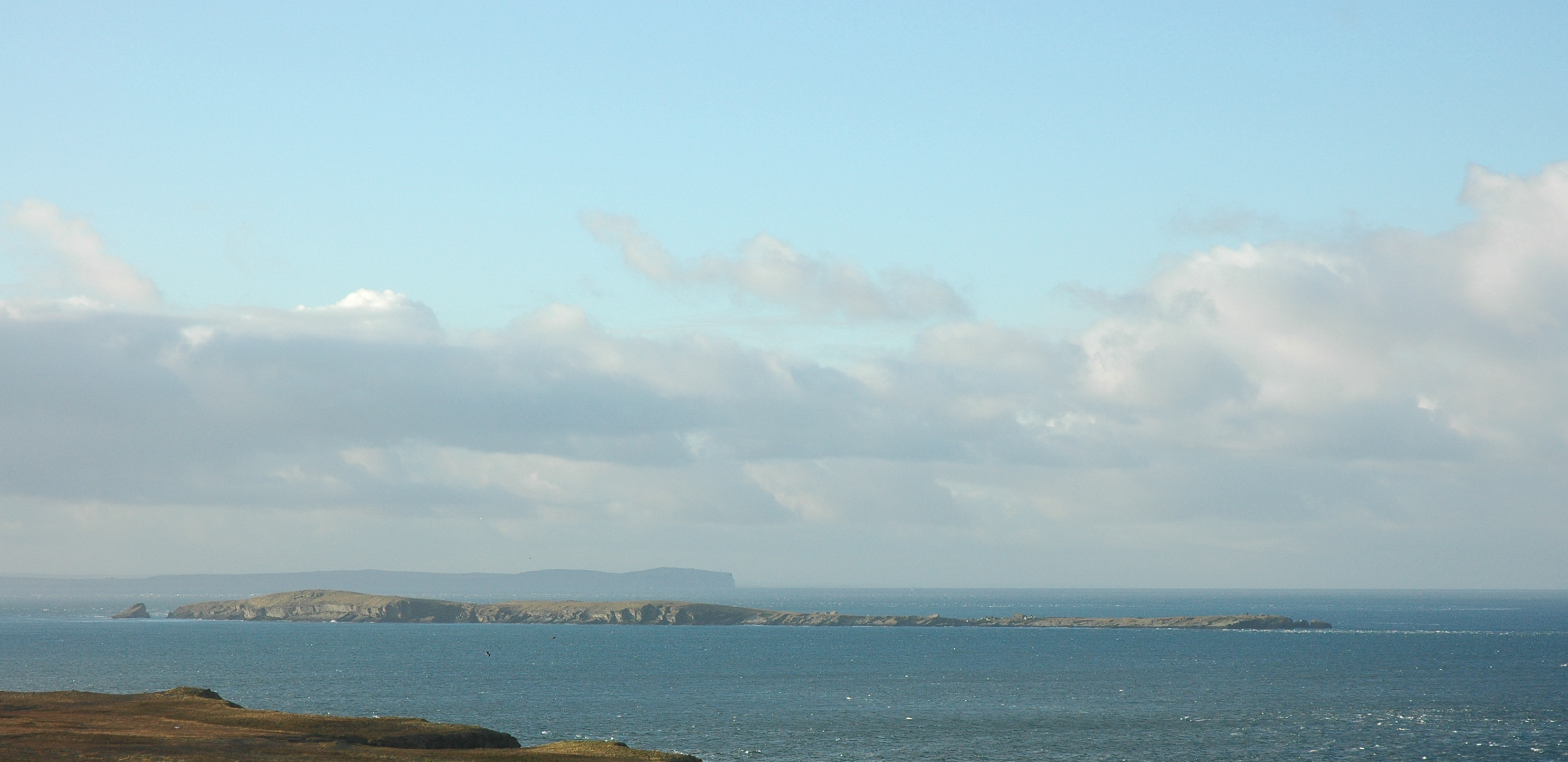

斯沃納島是蘇格蘭的島嶼，位於大西洋海域，屬於奧克尼群島的一部分，長2公里、寬1公里，面積0.92平方公里，最高點海拔高度41米，島上無人居住。

## 外部連結
- Aerial photos of Swona （页面存档备份，存于）

58°45′N 3°3′W / 58.750°N 3.050°W